# Badminton-Ozeanienmeisterschaft 1999
Die Badminton-Ozeanienmeisterschaft 1999 fand vom 27. Juli bis zum 30. Juli 1999 in Brisbane (Australien) statt. Es war die 2. Austragung dieser Kontinentalkämpfe im Badminton in Ozeanien.

## Austragungsort
- Sleeman Sports Complex, Brisbane, Australia

## Medaillengewinner
| Disziplin    | Gold                          | Silber                     | Bronze                          |
| ------------ | ----------------------------- | -------------------------- | ------------------------------- |
| Herreneinzel | Rio Suryana                   | Geoffrey Bellingham        | Nick Hall                       |
| Herreneinzel | Rio Suryana                   | Geoffrey Bellingham        | Murray Hocking                  |
| Dameneinzel  | Rhona Robertson               | Rayoni Head                | Lianne Shirley                  |
| Dameneinzel  | Rhona Robertson               | Rayoni Head                | Rebecca Gordon                  |
| Herrendoppel | Peter Blackburn David Bamford | Daniel Shirley Dean Galt   | Geoffrey Bellingham Chris Blair |
| Herrendoppel | Peter Blackburn David Bamford | Daniel Shirley Dean Galt   | Boyd Cooper Travis Denney       |
| Damendoppel  | Rhonda Cator Amanda Hardy     | Li Feng Tammy Jenkins      | Rayoni Head Kate Wilson-Smith   |
| Damendoppel  | Rhonda Cator Amanda Hardy     | Li Feng Tammy Jenkins      | Nicole Gordon Rhona Robertson   |
| Mixed        | Peter Blackburn Rhonda Cator  | David Bamford Amanda Hardy | Daniel Shirley Tammy Jenkins    |
| Mixed        | Peter Blackburn Rhonda Cator  | David Bamford Amanda Hardy | Dean Galt Lianne Shirley        |
| Mannschaft   | Australien                    | Neuseeland                 | Neukaledonien                   |

## Dameneinzel
- Kellie Lucas – Phillis Gordon: 11-3 / 11-0
- Rhona Robertson –  Katherine Kerswell: 11-0 / 11-0
- Lianne Shirley –  Valerie Sarengat: 11-0 / 11-1
- Linda Mcfarland –  Genie Luck: 11-0 / 11-5
- Jodie Smith –  Julie Desaymoz: 13-10 / 11-0
- Rebecca Bellingham –  Felicitas Mat Cheer Kit: 11-0 / 11-1
- Renee Flavell –  Jane Crabtree: 9-11 / 11-7 / 11-8
- Rayoni Head –  Cecile Sarengat: 11-0 / 11-1
- Rhona Robertson –  Kellie Lucas: 11-1 / 11-2
- Lianne Shirley –  Linda Mcfarland: 11-3 / 11-4
- Rebecca Bellingham –  Jodie Smith: 11-0 / 11-1
- Rayoni Head –  Renee Flavell: 11-6 / 11-1
- Rhona Robertson –  Lianne Shirley: 11-0 / 11-2
- Rayoni Head –  Rebecca Bellingham: 9-11 / 11-5 / 11-7
- Rhona Robertson –  Rayoni Head: 11-2 / 11-5

## Herrendoppel
- Geoffrey Bellingham /  Chris Blair – Tupu Fua / Tupu Maualaivao: 15-1 / 15-1
- Boyd Cooper /  Travis Denney –  Burty Molia /  Filivai Molia: 15-8 / 15-8
- Mark Aspinall /  Jim Uren –  Anthony Barri /  Fabien Kaddour: 15-7 / 15-6
- Geoffrey Bellingham /  Chris Blair –  Christian Pegrum /  Clint Pegrum: 15-8 / 15-5
- Boyd Cooper /  Travis Denney –  Stuart Gomez /  John Moody: 15-8 / 15-8
- Dean Galt /  Daniel Shirley –  Mark Aspinall /  Jim Uren: 15-5 / 15-0
- David Bamford /  Peter Blackburn –  Thommy Sargito /  Arnaud Weiss: w.o.
- David Bamford /  Peter Blackburn –  Geoffrey Bellingham /  Chris Blair: 15-11 / 17-16
- Dean Galt /  Daniel Shirley –  Boyd Cooper /  Travis Denney: 15-11 / 15-9
- David Bamford /  Peter Blackburn –  Dean Galt /  Daniel Shirley: 15-10 / 15-11

## Damendoppel
- Nicole Gordon /  Rhona Robertson –  Jane Crabtree /  Kellie Lucas: 15-7 / 15-7
- Tammy Jenkins /  Li Feng –  Genie Luck /  Jodie Smith: 15-4 / 15-3
- Rebecca Bellingham /  Lianne Shirley –  Felicitas Mat Cheer Kit /  Katherine Kerswell: 15-8 / 15-2
- Rhonda Cator /  Amanda Hardy –  Renee Flavell /  Linda Mcfarland: 15-2 / 15-2
- Tammy Jenkins /  Li Feng –  Julie Desaymoz /  Valerie Sarengat: 15-2 / 15-1
- Rayoni Head /  Kate Wilson-Smith –  Rebecca Bellingham /  Lianne Shirley: 15-3 / 15-9
- Nicole Gordon /  Rhona Robertson – Phillis Gordon /  Shevaun Moody: w.o.
- Rhonda Cator /  Amanda Hardy –  Nicole Gordon /  Rhona Robertson: 15-8 / 15-13
- Tammy Jenkins /  Li Feng –  Rayoni Head /  Kate Wilson-Smith: 15-3 / 15-3
- Rhonda Cator /  Amanda Hardy –  Tammy Jenkins /  Li Feng: 15-8 / 15-7

## Mixed
- Peter Blackburn /  Rhonda Cator –  Fabien Kaddour /  Cecile Sarengat: 15-1 / 15-1
- John Moody /  Renee Flavell –  Burty Molia /  Katherine Kerswell: 15-8 / 15-11
- Stuart Brehaut /  Kate Wilson-Smith –  Anthony Barri /  Julie Desaymoz: 15-1 / 15-6
- Daniel Shirley /  Tammy Jenkins – Tupu Maualaivao /  Shevaun Moody: 15-3 / 15-1
- John Gordon /  Nicole Gordon –  Andrew Greenway /  Genie Luck: 15-5 / 15-0
- David Bamford /  Amanda Hardy –  Filivai Molia /  Felicitas Mat Cheer Kit: 15-2 / 15-6
- Stuart Gomez /  Jodie Smith –  Arnaud Weiss /  Valerie Sarengat: 15-7 / 15-2
- Dean Galt /  Lianne Shirley – Tupu Fua / Phillis Gordon: 15-1 / 15-1
- Peter Blackburn /  Rhonda Cator –  John Moody /  Renee Flavell: 15-2 / 15-2
- Daniel Shirley /  Tammy Jenkins –  Stuart Brehaut /  Kate Wilson-Smith: 15-13 / 17-15
- David Bamford /  Amanda Hardy –  John Gordon /  Nicole Gordon: 15-7 / 15-7
- Dean Galt /  Lianne Shirley –  Stuart Gomez /  Jodie Smith: 15-5 / 15-1
- Peter Blackburn /  Rhonda Cator –  Daniel Shirley /  Tammy Jenkins: 15-6 / 14-17 / 17-14
- David Bamford /  Amanda Hardy –  Dean Galt /  Lianne Shirley: 15-10 / 6-15 / 15-8
- Peter Blackburn /  Rhonda Cator –  David Bamford /  Amanda Hardy: 11-15 / 15-3 / 15-4